# Bolton (borough)
O distrito (borough) de Bolton é um distrito metropolitano da Grande Manchester, na Inglaterra.
Tem o mesmo nome da sua principal cidade, Bolton,  mas cobre uma área muito maior e que inclui as cidades de Blackrod, Farnworth, Horwich, Kearsley e Westhoughton.
O distrito tem uma população de 262.800 habitantes é é administrado pelo Bolton Town Hall, em Bolton.